# Coopérations décentralisées des communes d'Ille-et-Vilaine
En 2025, 125 communes d'Ille-et-Vilaine ont conclu des accords de coopération décentralisée prenant la forme de jumelages, d'appui ou d'aide au développement avec 171 entités administratives étrangères dans 31 pays différents.

## Liste des coopérations décentralisées

### Jumelages et accords avec l'Algérie
| Collectivité territoriale Commune • Intercommunalité • Canton | Commune algérienne البلدية الجزائرية | Daïra دائرة | Wilaya ولاية | Date          |
| ------------------------------------------------------------- | ------------------------------------ | ----------- | ------------ | ------------- |
| Rennes                                                        | Sétif (ar)سطيف                       | Sétif       | Sétif        | 24 avril 1982 |

### Jumelages et accords avec l'Allemagne
| Collectivité territoriale Commune • Intercommunalité • Canton | Commune allemande Gemeinde              | Land                        | Date            |
| ------------------------------------------------------------- | --------------------------------------- | --------------------------- | --------------- |
| Acigné                                                        | Wachtendonk (de)Wachtendonk             | Rhénanie-du-Nord-Westphalie | 30 août 1980    |
| Argentré-du-Plessis                                           | Ahaus-Wüllen (de)Ahaus-Wüllen           | Rhénanie-du-Nord-Westphalie | 28 août 1976    |
| Bain-de-Bretagne                                              | Lütjenburg (de)Lütjenburg               | Schleswig-Holstein          | 1984            |
| Betton                                                        | Altenbeken (de)Altenbeken               | Rhénanie-du-Nord-Westphalie | octobre 1993    |
| La Bouëxière                                                  | Hambrücken (de)Hambrücken               | Bade-Wurtemberg             | 1993            |
| Cancale                                                       | Arnstein (de)Arnstein                   | Bavière                     | 1988            |
| Cesson-Sévigné                                                | Waltrop (de)Waltrop                     | Rhénanie-du-Nord-Westphalie | 1984            |
| Chantepie                                                     | Obrigheim (de)Obrigheim                 | Bade-Wurtemberg             | 4 mai 1998      |
| La Chapelle-des-Fougeretz                                     | Kalchreuth (de)Kalchreuth               | Bavière                     | 1993            |
| Chartres-de-Bretagne,                                         | Haßmersheim (de)Haßmersheim             | Bade-Wurtemberg             | 2005            |
| Châteaubourg                                                  | Iffeldorf (de)Iffeldorf                 | Bavière                     | 20 mai 1982     |
| Chauvigné                                                     | Steinfeld (de)Steinfeld                 | Bavière                     | 1992            |
| Combourg                                                      | Waldmünchen (de)Waldmünchen             | Bavière                     | 15 mai 1993     |
| Dinard                                                        | Starnberg (de)Starnberg                 | Bavière                     | 1977            |
| Cherrueix Dol-de-Bretagne                                     | Reichelsheim (de)Reichelsheim           | Hesse                       | 1994            |
| Fougères                                                      | Bad Münstereifel (de)Bad Münstereifel   | Rhénanie-du-Nord-Westphalie | 1967            |
| La Guerche-de-Bretagne                                        | Brome (de)Brome                         | Basse-Saxe                  | 1983            |
| Hédé-Bazouges                                                 | Badbergen (de)Badbergen                 | Basse-Saxe                  | mai 1992        |
| Louvigné-du-Désert                                            | Trendelburg (de)Trendelburg             | Hesse                       | 1990            |
| Maen Roch Saint-Brice-en-Coglès (commune déléguée)            | Karlstadt-sur-le-Main (de)Karlstadt     | Bavière                     | 1970            |
| La Mézière                                                    | Kosel (de)Kosel                         | Schleswig-Holstein          | 1986            |
| Montauban-de-Bretagne                                         | Bischberg (de)Bischberg                 | Bavière                     | 15 août 1987    |
| Montfort-sur-Meu                                              | Marktheidenfeld (de)Marktheidenfeld     | Bavière                     | 5 novembre 1988 |
| Noyal-sur-Vilaine                                             | Haigerloch (de)Haigerloch               | Bade-Wurtemberg             | 1973            |
| Pacé                                                          | Baiersdorf (de)Baiersdorf               | Bavière                     | 3 juin 2000     |
| Plerguer                                                      | Coesfeld-Lette (de)Coesfeld-Lette       | Rhénanie-du-Nord-Westphalie | 1968            |
| Plesder                                                       | Ahorn (de)Ahorn                         | Bade-Wurtemberg             | 2000            |
| Pleurtuit                                                     | Ransbach-Baumbach (de)Ransbach-Baumbach | Rhénanie-Palatinat          | 1985            |
| Redon                                                         | Goch (de)Goch                           | Rhénanie-du-Nord-Westphalie | 1974            |
| Rennes                                                        | Erlangen (de)Erlangen                   | Bavière                     | 27 mai 1964     |
| Le Rheu                                                       | Grasbrunn (de)Grasbrunn                 | Bavière                     | septembre 1978  |
| Saint-Aubin-du-Cormier,                                       | Plochingen (de)Plochingen               | Bade-Wurtemberg             | 8 mai 2025      |
| Saint-Broladre                                                | Neuenkirchen (de)Neuenkirchen           | Basse-Saxe                  | 1994            |
| Saint-Gilles                                                  | Bubenreuth (de)Bubenreuth               | Bavière                     | 26 mai 2022     |
| Saint-Grégoire                                                | Uttenreuth (de)Uttenreuth               | Bavière                     | 10 octobre 1992 |
| Québriac Saint-Domineuc Tinténiac                             | Bersenbrück (de)Bersenbrück             | Basse-Saxe                  | 2000            |
| Vern-sur-Seiche                                               | Schwalbach (de)Schwalbach               | Sarre                       | 1991            |
| Vitré                                                         | Helmstedt (de)Helmstedt                 | Basse-Saxe                  | 7 avril 1979    |

### Jumelages et accords avec la Belgique
| Collectivité territoriale Commune • Intercommunalité • Canton | Commune belge Gemeinde    | Province Provincie | Région Gewest   | Date        |
| ------------------------------------------------------------- | ------------------------- | ------------------ | --------------- | ----------- |
| Bonnemain                                                     | Dottignies                | Hainaut            | Wallonie        | 2005        |
| Cintré                                                        | Tourinnes-Saint-Lambert   | Brabant wallon     | Wallonie        | 2005        |
| Parcé                                                         | Kortenberg (nl)Kortenberg | Brabant flamand    | Région flamande | 1993        |
| Rennes                                                        | Louvain (nl)Leuven        | Brabant flamand    | Région flamande | 14 mai 1980 |
| Saint-Père-Marc-en-Poulet                                     | Nandrin                   | Liège              | Wallonie        | 2002        |

### Jumelages et accords avec le Burkina Faso
| Collectivité territoriale Commune • Intercommunalité • Canton | Ville burkinabée | Département | Province   | Date |
| ------------------------------------------------------------- | ---------------- | ----------- | ---------- | ---- |
| Fougères                                                      | Ouargaye         | Ouargaye    | Koulpélogo | 2000 |
| Liffré                                                        | Piéla            | Piéla       | Gnagna     | 1978 |

### Jumelages et accords avec le Canada
| Collectivité territoriale Commune • Intercommunalité • Canton | Ville canadienne Canadian city | Province | Date         |
| ------------------------------------------------------------- | ------------------------------ | -------- | ------------ |
| Saint-Malo                                                    | Gaspé (en)Gaspé                | Québec   | 22 août 2017 |
| Saint-Malo                                                    | Saint-Malo (en)St. Malo        | Manitoba |              |
| Saint-Malo                                                    | Saint-Malo (en)Saint-Malo      | Québec   | 22 août 2017 |
| Vitré                                                         | Terrebonne (en)Terrebonne      | Québec   | 4 juin 1983  |

### Jumelages et accords avec la Chine
| Collectivité territoriale Commune • Intercommunalité • Canton | Ville chinoise 中国人城市 | Province 省 | Date            |
| ------------------------------------------------------------- | ------------------------- | ----------- | --------------- |
| Rennes                                                        | Jinan (zh)济南市          | Shandong    | 17 juillet 2002 |

### Jumelages et accords avec les États-Unis
| Collectivité territoriale Commune • Intercommunalité • Canton | Ville américaine American city | État State | Date           |
| ------------------------------------------------------------- | ------------------------------ | ---------- | -------------- |
| Rennes                                                        | Rochester (en)Rochester        | New York   | 8 octobre 1958 |
| Vitré                                                         | Greece (en)Greece              | New York   | 2 juillet 1990 |

### Jumelages et accords avec la Hongrie
| Collectivité territoriale Commune • Intercommunalité • Canton | Commune hongroise Magyar község | District Járás | Comitat Vármegye  | Date |
| ------------------------------------------------------------- | ------------------------------- | -------------- | ----------------- | ---- |
| Thorigné-Fouillard                                            | Győrújbarát (hu)Győrújbarát     | Győr           | Győr-Moson-Sopron | 2000 |

### Jumelages et accords avec l'Italie
| Collectivité territoriale Commune • Intercommunalité • Canton | Commune italienne Comune                        | Province/Ville métropolitaine Provincia/Città metropolitana | Région Regione | Date          |
| ------------------------------------------------------------- | ----------------------------------------------- | ----------------------------------------------------------- | -------------- | ------------- |
| Betton                                                        | Barberino di Mugello (it)Barberino di Mugello   | Ville métropolitaine de Florence                            | Toscane        | novembre 2004 |
| Chantepie                                                     | Verrayes (it)Verrayes                           | Aucune                                                      | Vallée d'Aoste |               |
| Chevaigné                                                     | Mergo (it)Mergo                                 | Province d'Ancône                                           | Marches        | 2009          |
| Dingé                                                         | Stio (it)Stio                                   | Province de Salerne                                         | Campanie       | 1987          |
| Iffendic                                                      | Orune (it)Orune                                 | Province de Nuoro                                           | Sardaigne      | 2003          |
| Montreuil-le-Gast                                             | Montalto delle Marche (it)Montalto delle Marche | Province d'Ascoli Piceno                                    | Marches        | 2001          |
| Parigné                                                       | Campello sul Clitunno (it)Campello sul Clitunno | Province de Pérouse                                         | Ombrie         | 2000          |
| Saint-Méen-le-Grand                                           | Valentano (it)Valentano                         | Province de Viterbe                                         | Latium         | 2009          |

### Jumelages et accords avec le Japon
| Collectivité territoriale Commune • Intercommunalité • Canton | Ville japonaise 市日本語 | Préfecture 県 | Région 地域 | Date             |
| ------------------------------------------------------------- | ------------------------ | ------------- | ----------- | ---------------- |
| Rennes                                                        | Sendai (ja)仙台市        | Miyagi        | Tōhoku      | 6 septembre 1967 |

### Jumelages et accords avec le Kazakhstan
| Collectivité territoriale Commune • Intercommunalité • Canton | Ville kazakh Қазақ қаласы | Oblys облыс | Date          |
| ------------------------------------------------------------- | ------------------------- | ----------- | ------------- |
| Rennes                                                        | Almaty (kk)Алматы         | Almaty      | 14 avril 1991 |

### Jumelages et accords avec la Lettonie
| Collectivité territoriale Commune • Intercommunalité • Canton | Ville lettonne Pilsēta | Municipalité Novads | Date |
| ------------------------------------------------------------- | ---------------------- | ------------------- | ---- |
| Maen Roch Saint-Brice-en-Coglès (commune déléguée)            | Skrunda (lv)Skrunda    | Skrundas novads     | 2006 |

### Jumelages et accords avec le Luxembourg
| Collectivité territoriale Commune • Intercommunalité • Canton | Localité luxembourgeoise Lëtzebuerger uertschaft | Canton Kanton | Date       |
| ------------------------------------------------------------- | ------------------------------------------------ | ------------- | ---------- |
| Pacé                                                          | Steinsel (lb)Steesel                             | Luxembourg    | 2 mai 1992 |

### Jumelages et accords avec le Mali
| Collectivité territoriale Commune • Intercommunalité • Canton | Commune malienne    | Cercle     | Région     | Date          |
| ------------------------------------------------------------- | ------------------- | ---------- | ---------- | ------------- |
| Chartres-de-Bretagne                                          | Mopti               | Mopti      | Mopti      |               |
| La Mézière                                                    | Toukoto             | Toukoto    | Kita       | 2001          |
| Pacé                                                          | Konna               | Konna      | Mopti      | 1990          |
| Rennes                                                        | —                   | Bandiagara | Bandiagara | 1995          |
| Thorigné-Fouillard                                            | Sibi-Sibi (Dandoli) | Bandiagara | Bandiagara | 2003          |
| Vitré                                                         | Djenné              | Djenné     | Mopti      | 27 avril 1987 |

### Jumelages et accords avec Malte
| Collectivité territoriale Commune • Intercommunalité • Canton | Localité maltaise Kunsill Lokali | Région Reġjun | Date |
| ------------------------------------------------------------- | -------------------------------- | ------------- | ---- |
| Chevaigné                                                     | Xagħra                           | Gozo          | 2013 |

### Jumelages et accords avec Maurice
| Collectivité territoriale Commune • Intercommunalité • Canton | Ville mauricienne Mauritian city      | District   | Date |
| ------------------------------------------------------------- | ------------------------------------- | ---------- | ---- |
| Saint-Malo                                                    | Port-Louis (en)Port Louis (mfe)Porlwi | Port-Louis | 1999 |

### Jumelages et accords avec le Nicaragua
| Collectivité territoriale Commune • Intercommunalité • Canton | Municipalité nicaraguayenne Municipio nicaragüense | Département Departamento | Date |
| ------------------------------------------------------------- | -------------------------------------------------- | ------------------------ | ---- |
| Fougères                                                      | Somoto (es)Somoto                                  | Madriz                   | 1986 |

### Jumelages et accords avec le Niger
| Collectivité territoriale Commune • Intercommunalité • Canton] | Ville nigérienne | Département  | Région | Date |
| -------------------------------------------------------------- | ---------------- | ------------ | ------ | ---- |
| Cesson-Sévigné                                                 | Dan-Kassari      | Dogondoutchi | Dosso  | 2009 |

### Jumelages et accords avec les Pays-Bas
| Collectivité territoriale Commune • Intercommunalité • Canton | Commune néerlandaise Nederlandse gemeente | Province Provincie   | Date |
| ------------------------------------------------------------- | ----------------------------------------- | -------------------- | ---- |
| Laignelet                                                     | Kedichem (nl)Kedichem                     | Hollande-Méridionale | 1999 |

### Jumelages et accords avec le Portugal
| Collectivité territoriale Commune • Intercommunalité • Canton | Municipalité portugaise Município                                                        | District Distrito | Sous-région Subregião | Région Região | Date |
| ------------------------------------------------------------- | ---------------------------------------------------------------------------------------- | ----------------- | --------------------- | ------------- | ---- |
| La Mézière                                                    | Belmonte (pt)Belmonte                                                                    | Castelo Branco    | Cova da Beira         | Centre        | 1988 |
| Saint-Germain-en-Coglès                                       | Vila Verde e Barbudo (pt)Vila Verde e Barbudo                                            | Braga             | Cávado                | Nord          | 2010 |
| Saint-Onen-la-Chapelle                                        | Mamarrosa (Bustos, Troviscal e Mamarrosa) (pt)Mamarrosa, (Bustos, Troviscal e Mamarrosa) | Aveiro            | Aveiro                | Centre        | 2013 |

### Jumelages et accords avec la Roumanie
| Collectivité territoriale Commune • Intercommunalité • Canton | Commune roumaine Comună         | Département Judeţe | Macro-région Macroregiuni | Date              |
| ------------------------------------------------------------- | ------------------------------- | ------------------ | ------------------------- | ----------------- |
| Acigné                                                        | Șeica Mare (ro)Șeica Mare       | Sibiu              | Transylvanie              | 13 juillet 1993   |
| Argentré-du-Plessis                                           | Reviga (ro)Reviga               | Ialomița           | Munténie                  | 2015              |
| Chartres-de-Bretagne                                          | Călărași (ro)Călărași           | Dolj               | Sévérine                  | 2000              |
| Corps-Nuds                                                    | Sibiel (ro)Sibiel               | Sibiu              | Transylvanie              | 9 avril 2006      |
| Guipel                                                        | Bruiu (ro)Bruiu                 | Sibiu              | Transylvanie              | 1995              |
| L'Hermitage                                                   | Copșa Mică (ro)Copșa Mică       | Sibiu              | Transylvanie              | 2007              |
| La Mézière                                                    | Bârghiș (ro)Bârghiș             | Sibiu              | Transylvanie              | 2001              |
| Pacé                                                          | Slimnic (ro)Slimnic             | Sibiu              | Transylvanie              | 10 mai 1997       |
| Québriac                                                      | Marpod-Ilimbav (ro)Slimnic      | Sibiu              | Transylvanie              | 1994              |
| Redon                                                         | Curtișoara (ro)Curtișoara       | Olt                | Sévérine                  | 1990              |
| Rennes Thorigné-Fouillard                                     | Sibiu (ro)Sibiu                 | Sibiu              | Transylvanie              | 25 septembre 1999 |
| Romagné                                                       | Apoldu de Jos (ro)Apoldu de Jos | Sibiu              | Transylvanie              |                   |
| Val-Couesnon Tremblay (commune déléguée)                      | Moșna (ro)Moșna                 | Sibiu              | Transylvanie              | 31 août 2013      |
| Vitré                                                         | Tălmaciu (ro)Tălmaciu           | Sibiu              | Transylvanie              | 9 juillet 1999    |

### Jumelages et accords avec le Royaume-Uni
| Collectivité territoriale Commune • Intercommunalité • Canton | Ville écossaise Scottish city | Conseil de secteur Council area | Nation | Date |
| ------------------------------------------------------------- | ----------------------------- | ------------------------------- | ------ | ---- |
| Montreuil-sur-Ille                                            | Moffat (en)Moffat (gd)Mofad   | Dumfries and Galloway           | Écosse | 2003 |

| Collectivité territoriale Commune • Intercommunalité • Canton | Ville galloise Welsh city                            | Zone principale Principal area | Nation         | Date       |
| ------------------------------------------------------------- | ---------------------------------------------------- | ------------------------------ | -------------- | ---------- |
| Livré-sur-Changeon                                            | Pontsticill (en)Pontsticill (cy)Pontsticill          | Merthyr Tydfil                 | Pays de Galles | avril 2023 |
| Pipriac                                                       | Whitland (en)Whitland (cy)Hendy-gwyn                 | Carmarthenshire                | Pays de Galles | 1983       |
| Pleumeleuc                                                    | Llanfairfechan (en)Llanfairfechan (cy)Llanfairfechan | Conwy                          | Pays de Galles | juin 2011  |
| Saint-Grégoire                                                | Holywell (en)Holywell (cy)Treffynnon                 | Flintshire                     | Pays de Galles | 2001       |

| Collectivité territoriale Commune • Intercommunalité • Canton | Paroisse Parish                                 | Bailliage Bailiwick | Date |
| ------------------------------------------------------------- | ----------------------------------------------- | ------------------- | ---- |
| Cancale                                                       | Saint-Clément (en)St Clement (je)Saint Cliément | Jersey              | 2014 |

### Jumelages et accords avec la Slovénie
| Collectivité territoriale Commune • Intercommunalité • Canton | Commune slovène Občina | Région historique Zgodovinska regija | Date     |
| ------------------------------------------------------------- | ---------------------- | ------------------------------------ | -------- |
| Chantepie                                                     | Krško (sl)Krško        | Basse-Carniole (sl)Štajerska         | mai 1998 |

### Jumelages et accords avec la Suède
| Collectivité territoriale Commune • Intercommunalité • Canton | Commune suédoise Kommun | Comté County    | Date |
| ------------------------------------------------------------- | ----------------------- | --------------- | ---- |
| Cancale                                                       | Tanum (sv)Tanum         | Västra Götaland | 2020 |

### Jumelages et accords avec la Suisse
| Collectivité territoriale Commune • Intercommunalité • Canton | Commune suisse                                  | Canton | Date        |
| ------------------------------------------------------------- | ----------------------------------------------- | ------ | ----------- |
| Teillay                                                       | Hautemorges Bussy-Chardonney (ancienne commune) | Vaud   | 14 mai 1999 |

### Jumelages et accords avec la Turquie
| Collectivité territoriale Commune • Intercommunalité • Canton | Ville turque Türk şehri   | Province Vilayet | Date |
| ------------------------------------------------------------- | ------------------------- | ---------------- | ---- |
| Rennes                                                        | Diyarbakır (tr)Diyarbakır | Diyarbakır       | 2010 |

### Jumelages et accords avec le Vietnam
| Collectivité territoriale Commune • Intercommunalité • Canton | Ville vietnamienne Thành phố tiếng việt | Province Tỉnh  | Date |
| ------------------------------------------------------------- | --------------------------------------- | -------------- | ---- |
| Rennes                                                        | Hué (vi)Huế                             | Thừa Thiên Huế | 1992 |

## Sources
1. ↑  « Répertoire des communes françaises jumelées » [PDF], sur afccre.org, AFCCRE - Association Française du Conseil des Communes et Régions d'Europe, 6 janvier 2023 (consulté le 27 juillet 2025), p. 129-143.
2. ↑  « Comité de jumelage Rennes-Sétif », sur mir-rennes.fr, Maison Internationale de Rennes (consulté le 26 juillet 2025).
3. ↑  « Jumelage Sétif - Rennes », sur setif.com (consulté le 26 juillet 2025).
4. ↑  « 37 jumelages franco-allemands en Ille-et-Vilaine », Ouest-France,‎ 27 mai 2014 (lire en ligne).
5. 1 2 3 4  Comité de jumelage de Betton
6. 1 2 3 4 5 6 7 8 9  « Jumelages », sur aelc.fr, Association Européenne Liffré - Cormier.
7. ↑  Villes jumelées à Chantepie : Un jumelage avec Obrigheim, sur chantepie.fr
8. 1 2 3 4 5  « Hors des frontières : La commune manifeste sa volonté d’ouverture à travers de nombreux jumelages et coopérations. », sur chartresdebretagne (consulté le 23 juillet 2025).
9. ↑  « Site officiel du comité de jumelage Chartres-de-Bretagne-Hassmersheim (France-Allemagne) »
10. ↑  Jumelage, sur combourg.bzh
11. 1 2  « Jumelages européens », sur fougeres.fr
12. 1 2  « À Hédé-Bazouges, les délégations de Wortham et Badbergen reçues après trente ans de jumelage », Ouest-France,‎ 29 mai 2025 (lire en ligne, consulté le 23 juillet 2025).
13. 1 2 3 4 5  « Jumelage », sur lameziere.com
14. 1 2  « Relations internationales », sur montfort-sur-meu.bzh, 30 janvier 2019.
15. ↑  « Baiersdorf », sur ville-pace.bzh
16. ↑  « Comité de jumelage Plerguer-Lette »
17. ↑  « Jumelage », sur lerheu.fr
18. ↑  « Entre Saint-Aubin-du-Cormier et Plochingen, la diplomatie locale au service de la paix », Ouest-France,‎ 9 mai 2025 (lire en ligne, consulté le 25 juillet 2025).
19. ↑  « Association d'amitié franco-allemande de Saint-Gilles »
20. ↑  « Saint-Gilles. La Ville officiellement jumelée avec la commune allemande de Bubenreuth », Ouest-France,‎ 31 mai 2022 (lire en ligne).
21. 1 2  « Villes jumelées », sur saint-gregoire.fr
22. ↑  « Jumelage », sur vernsurseiche.fr (consulté le 26 juillet 2025).
23. ↑  Jumelage Dottignies-Bonnemain, sur mouscron.be.
24. 1 2  « Jumelages de coopération », sur fougeres.fr
25. 1 2  « Saint-Malo et international », sur saint-malo.fr (consulté le 26 juillet 2025).
26. ↑  « Comité de jumelage Rennes-Jinan », sur rennes-jinan.fr (consulté le 26 juillet 2025).
27. ↑  [image] Signature de la charte de jumelage Rennes-Jinan, 17 juillet 2002
28. ↑  Ces six communes sont membres du Comité de jumelages européen de la baie du Mont-Saint-Michel.
29. 1 2 3 4  « Jumelages », sur baulon.fr.
30. ↑  « Jumelage », sur melesse.fr
31. ↑  « Comité de jumelage Rennes-Rochester », sur mir-rennes.fr, Maison Internationale de Rennes (consulté le 26 juillet 2025).
32. ↑  [PDF] « Répertoire des jumelages franco-américains : Rennes - Rochester (New York) », sur cites-unies-france.org, Cités unies France (consulté le 26 juillet 2025).
33. 1 2 3 4  « Jumelages », sur ville-thorigne-fouillard.fr
34. ↑  « Comité de jumelage de Pont-Péan », sur pontpean.fr
35. ↑  « Comité de jumelage Rennes-Cork » (consulté le 26 juillet 2025).
36. ↑   « Avril 1982 : naissance du jumelage Rennes - Cork », sur archives.rennes.fr, Archives de Rennes (consulté le 26 juillet 2025).
37. ↑  « Comité de jumelage Parigné-Campello Sul Clitunno », sur parigne.fr
38. ↑  Clément Le Ny, « Square de Sendai à Rennes », sur japon-suki.fr, Japon Suki (consulté le 26 juillet 2025) « Le 6 septembre 1967, Rennes et Sendai officialisent leur jumelage. »
39. ↑  « Almaty », sur wiki-rennes.fr, Wiki Rennes Métropole (consulté le 26 juillet 2025) « Rennes est jumelée avec Almaty depuis le 14 avril 1991. »
40. ↑  « Communes jumelées », sur steinsel.lu
41. ↑  « Konna », sur ville-pace.bzh
42. ↑  « Coopération Rennes Plateau Dogon » : « Officiellement conclu en 1995, le jumelage avec le cercle de Bandiagara (Pays Dogon) s'inscrit dans une démarche d'échanges initiée dès 1985, en cohérence avec la coopération entre le conseil général d'Ille-et-Vilaine et la région de Mopti. »
43. ↑  Jumelage avec Miescisko (Pologne), sur letheildebretagne;fr « Neuf communes du canton de Retiers sont jumelées avec Miescisko. Il s’agit d’Arbrissel, Coësmes, Essé, Marcillé-Robert, Martigné-Ferchaud, Retiers, Sainte Colombe, Le Theil de Bretagne et Thourie. »
44. ↑  « Association de jumelage Rennes Poznań », sur annuaire.mda-rennes.org (consulté le 26 juillet 2025).
45. ↑  « Présentation de Guipel », sur guipel.fr « Dans le cadre de son programme de jumelage avec d'autres villes du monde, le village de Guipel est jumelé avec Bruiu (Roumanie). »
46. ↑  « Slimnic », sur ville-pace.bzh
47. ↑  « Jumelage Apoldu de Jos (Roumanie) », sur romagne35.bzh (consulté le 27 juillet 2025).
48. ↑  « Tremblay. Le jumelage avec Mosna, en Roumanie, est acté », Ouest-France (consulté le 28 juin 2017).
49. ↑  Villes jumelées à Chantepie : Des liens tout particulier avec Krsko, sur chantepie.fr
50. ↑  Maxime Schwarb, « L'union du cidre et du chasselas », sur journaldemorges.ch, 27 avril 2024.
51. ↑  « Comité de jumelage Rennes Brno », sur mir-rennes.fr, Maison Internationale de Rennes (consulté le 26 juillet 2025).
52. ↑  Anna Kubišta, « À Rennes, on fête le 50e anniversaire du jumelage avec Brno », sur francais.radio.cz, Radio Prague International, 20 octobre 2015 (consulté le 26 juillet 2025).
53. ↑  Les deux villes entretiennent des relations dès 1979 et ont débutées avec le don par la ville de Rennes de quatre bus.
54. ↑  Charlotte Heymelot, « Rennes et Hué, deux villes unies contre le réchauffement climatique : Depuis 1992, la ville de Rennes coopère avec une ville du Vietnam. », Ouest-France,‎ 28 septembre 2023 (lire en ligne, consulté le 26 juillet 2025).